# ده سرو
ده سرو از روستاهای منطقه کوهمره سرخی است که در دل کوه دیوارانی واقع شده‌است.